# Lissoscarta catutara
Lissoscarta catutara är en insektsart som beskrevs av Young 1977. Lissoscarta catutara ingår i släktet Lissoscarta och familjen dvärgstritar. Inga underarter finns listade i Catalogue of Life.